# Василаке, Василий Иванович
Васи́лий Иванович Васила́ке (рум. Vasile Vasilache; 4 июля 1926, Унцешты, Бельцкий уезд, Бессарабия — 8 июля 2008, Кишинёв) — советский и молдавский писатель, переводчик, сценарист, редактор.

## Биография
Василе Василаке родился в крестьянской семье в селе бессарабском селе Унцешты (ныне Унгенский район Республики Молдова).
После окончания сельской школы в 1938—1944 учился в Лицее прикладных наук в Яссах.
Работал учителем в Унцештах, с 1949 по 1958 годы обучался в Кишинёвском государственном педагогическом института им. Иона Крянгэ.
Затем работал учителем в Четыренах. С 1958 года — на журналистской работе: редактор газеты «Культура Молдовы», затем «Нистру».
С 1962—1964 учился на Высших курсах сценаристов и режиссёров в Москве.
В 1965—1971 — член коллегии и редактор студии «Молдова-филм». Член союза писателей Молдавии с 1965.
С 1993 по 1995 − главный редактор журнала «Колумна». Сотрудничал с изданиями «Социалистическая Молдавия», «Учитель Молдовы» и «Ленинская искра».
Был женат на Марианне Тамбеллини (Ломако), которая являлась переводчицей его книг.
Похоронен на Центральном (Армянском) кладбище Кишинёва.

## Творчество
Василе Василаке — один из ведущих прозаиков Молдавии, дебютировал в 1954, в 1961 − опубликовал первый свой сборник прозы для детей «Тришка» и публицистический сборник «Răsărise un soare în vie» («Взошло солнышко над виноградником»).
Василе Василаке утвердился как писатель в 1964 с выходом в свет новелл «Două mere ţigance» («Два цыганских яблока») и романа-параболы «Povestea cu cocoşul roşu» («Сказка красного петуха») в 1966.

## Избранная библиография
- Trişca (1961),
- Două mere ţigance (1964),
- Tăcerile casei aceleia (1970),
- Elegie pentru Ana-Maria (1983),
- Mama-mare, profesoară de istorie (1989),
- Navetista şi pădurea (1989),
- Surâsul lui Vişnu (1993)
- Povestea cu cocoşul roşu (1996),

На русском языке:
- Элегия для Анны-Марии,
- На исходе четвертого дня,
- Набросок на снегу,
- Алба, отчинка моя…
- Сказка про белого бычка и пепельного пуделя и др.

Переводил с русского произведения А. С. Пушкина, В. Шукшина, В. Распутина, с чешского — «Приключения бравого солдата Швейка» Ярослава Гашека, а также с болгарского «Бай Ганиу» Алеко Константинова.

## Награды
- Орден Республики (1996).
- Национальная премия Республики Молдова (1994, Правительство Молдавии)[1].

## Память
- Именем Василе Василаке назван теоретический лицей в Кишинёве.